# Corvus brachyrhynchos
La cornacchia americana (Corvus brachyrhynchos Brehm, 1822) è un uccello passeriforme appartenente alla famiglia Corvidae.

## Etimologia
Il nome scientifico della specie, brachyrhynchos, deriva dall'unione delle parole greche βραχυς (brachys/brakhus, "corto") e ῥυγχος (rhynchos/rhunkhos, "becco"), col significato di "dal becco corto", in riferimento all'aspetto di questi uccelli.

## Descrizione

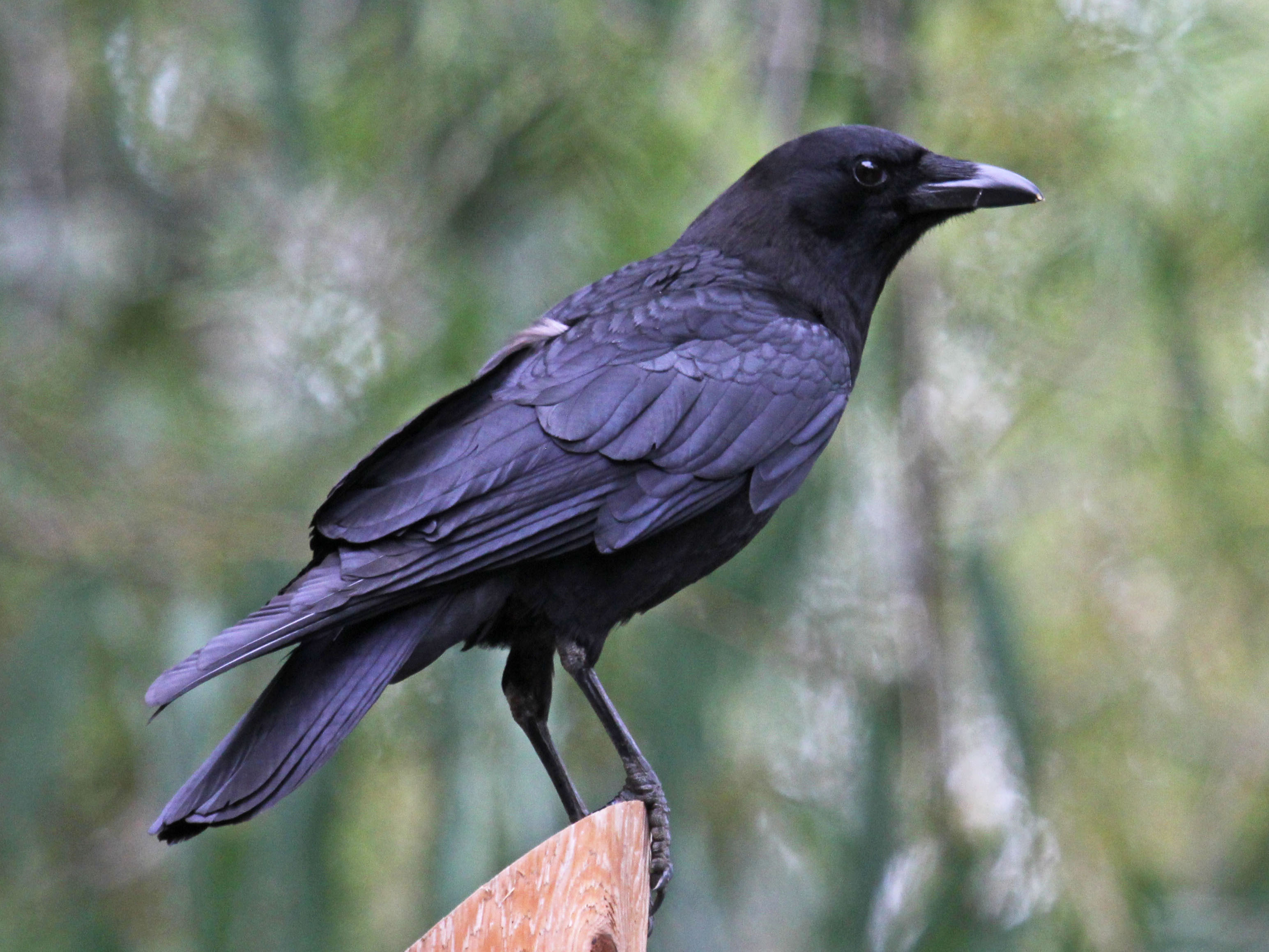
Esemplare a San Diego.

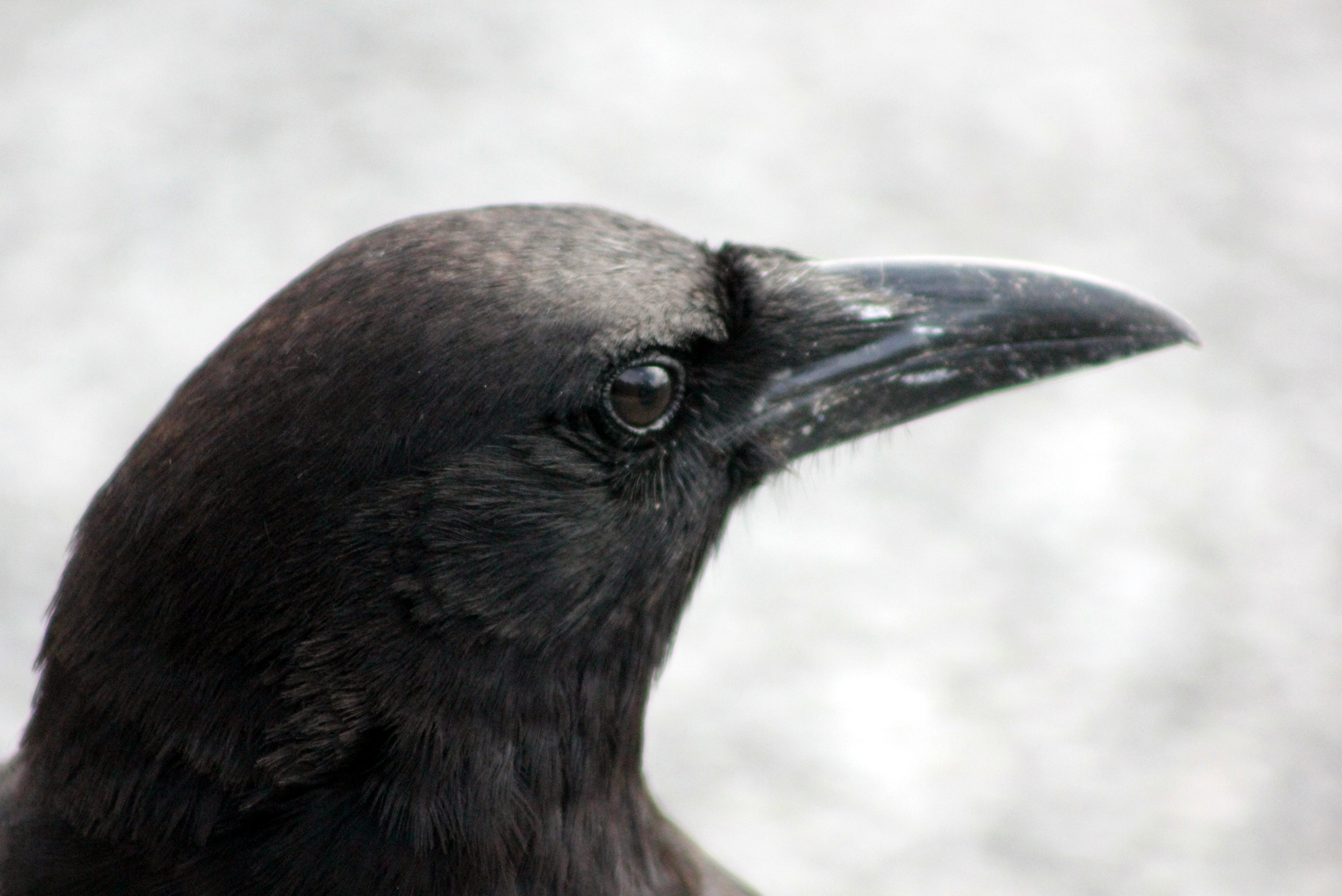
Primo piano.

### Dimensioni
Misura 43–53 cm di lunghezza, per 250-575 g di peso.

### Aspetto
Si tratta di uccelli dall'aspetto robusto e slanciato, muniti di testa squadrata con fronte sfuggente, becco relativamente corto (da cui il nome scientifico) appuntito e dalla punta lievemente adunca, collo robusto, lunghe ali digitate, zampe forti e coda cuneiforme e di media lunghezza. Nel complesso, la cornacchia americana è facilmente confondibile col simpatrico corvo pescatore, dal quale si differenzia per le zampe più lunghe, il becco più robusto e l'abitudine di non arruffare le penne della gola.
Presenta un piumaggio completamente nero, con una lieve sfumatura metallica di blu-violetto ben evidente quando l'animale è esposto alla luce diretta: nelle ali, questa iridescenza volge più al verdognolo. Durante il periodo di muta, le vecchie penne possono apparire più marroncine e scagliose. Folte setole coprono il terzo basale della parte superiore della mandibola.
Il becco e le zampe sono di colore nero: gli occhi sono di colore bruno scuro.

## Biologia

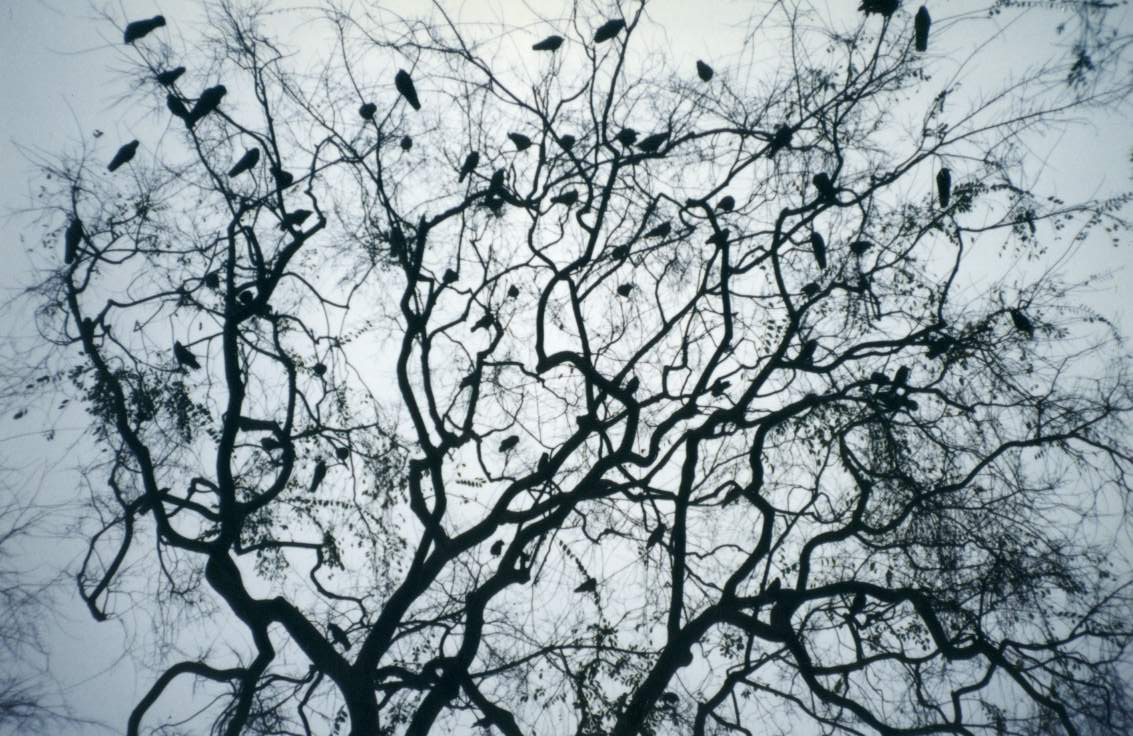
Stormo su un albero a Disneyland.

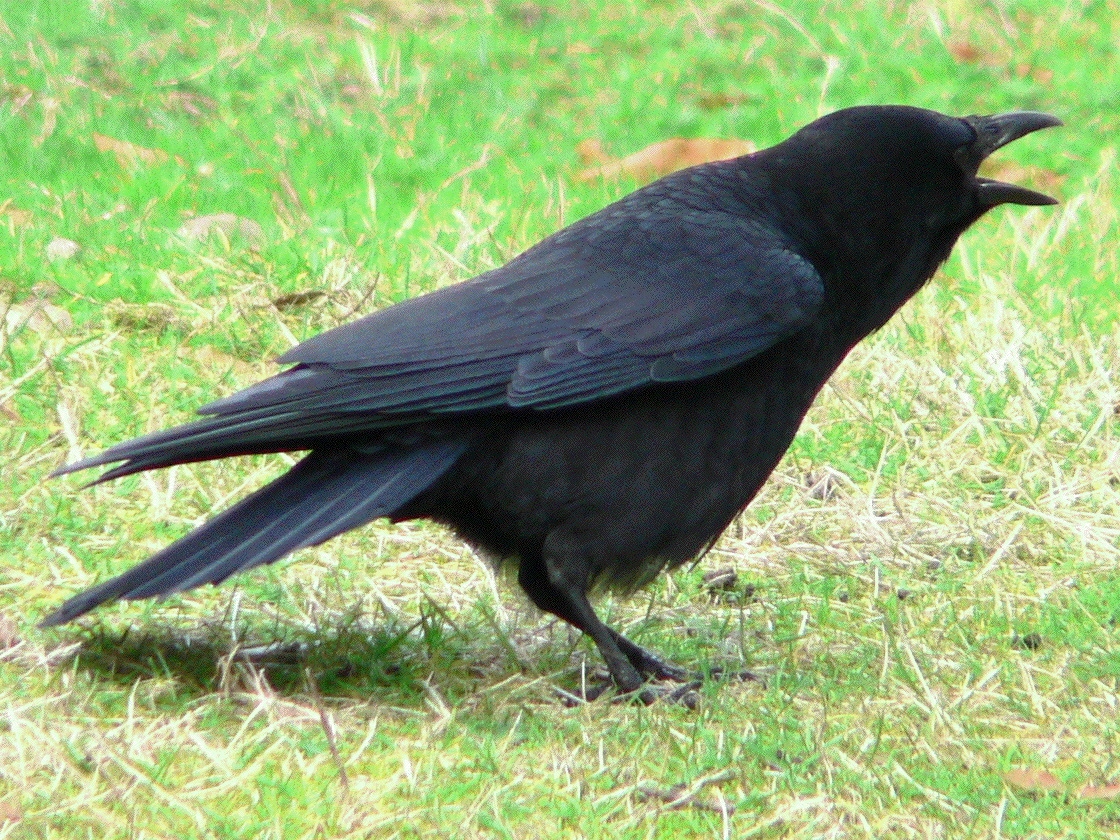
Esemplare vocalizza nella contea di King.

La cornacchia americana è un uccello dalle abitudini di vita essenzialmente diurne: all'infuori della stagione degli amori, questi uccelli si riuniscono in stormi che arrivano a contare anche decine di migliaia di uccelli. Durante il giorno, essi si sparpagliano in singole unità, in coppie od in gruppetti alla ricerca di cibo in un raggio notevole, percorrendo anche distanze notevoli (fino a 80 km) e passando la maggior parte della giornata alla ricerca di cibo, dedicandosi sporadicamente a un bagno di formiche: nel tardo pomeriggio, invece, i gruppi si riuniscono fra gli alberi, interagendo a lungo prima di rifugiarsi fra le frasche (spesso in alberi diversi da quelli dedicati alla socializzazione) per passare la notte al riparo dalle intemperie e da eventuali predatori.
Si tratta di uccelli molto vocali e chiassosi, che si tengono in contatto vocale continuo fra loro. Il richiamo principale della cornacchia americana equivale ad un secco cau, meno aspro rispetto a quello di altri corvi nordamericani, che viene spesso ripetuto in serie e comunica lo stato d'animo dell'animale a seconda dell'intensità con cui viene emesso. Nelle coppie i due partner tendono ad assumere lo stesso timbro nel tempo: le cornacchie americane, inoltre, sono in grado di imitare i suoni dell'ambiente circostante.

### Alimentazione

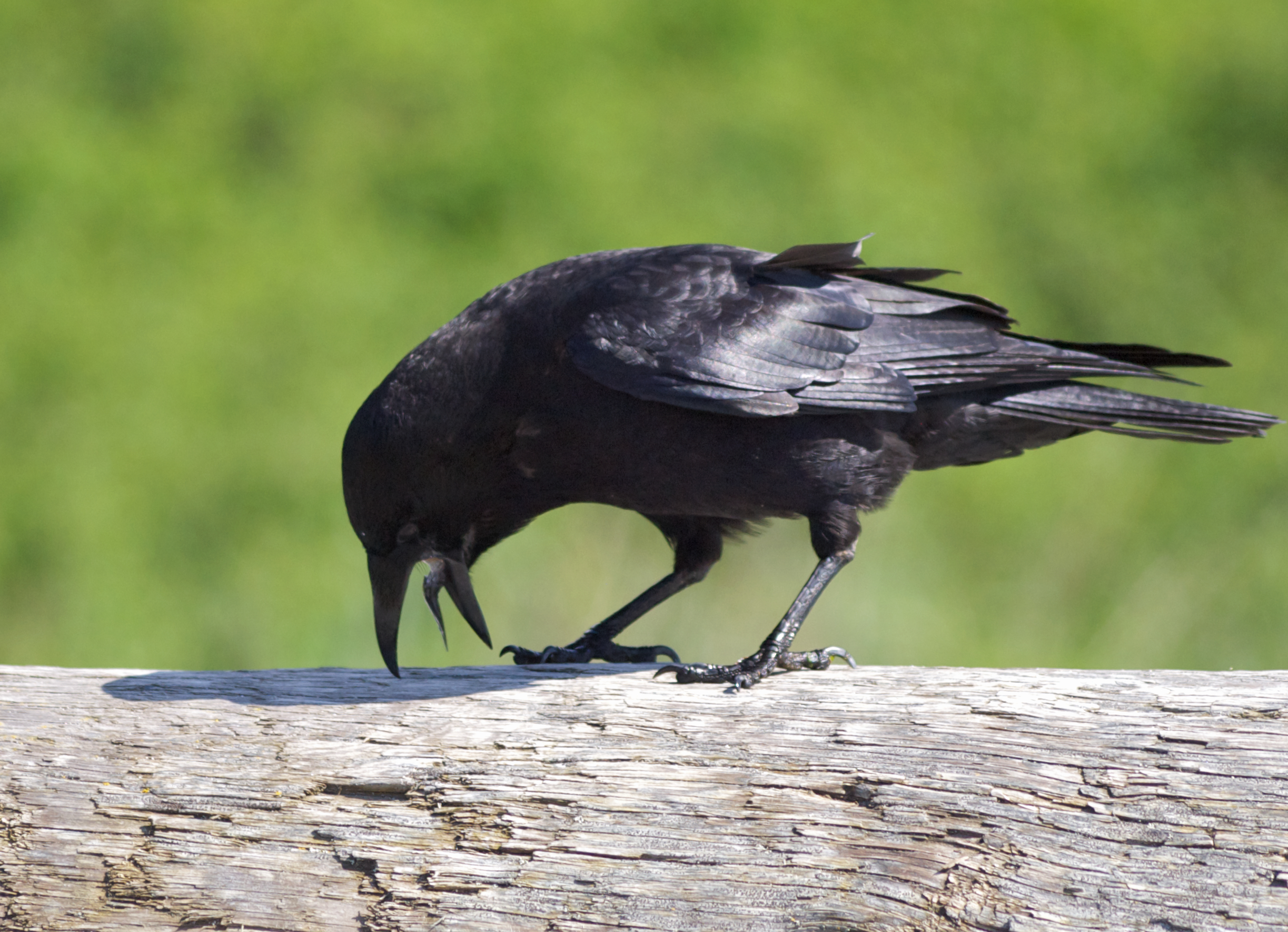
Esemplare si ciba nell'Oregon.

È una specie onnivora ed opportunista, che si nutre di qualsiasi cosa sia in grado di reperire durante la giornata.

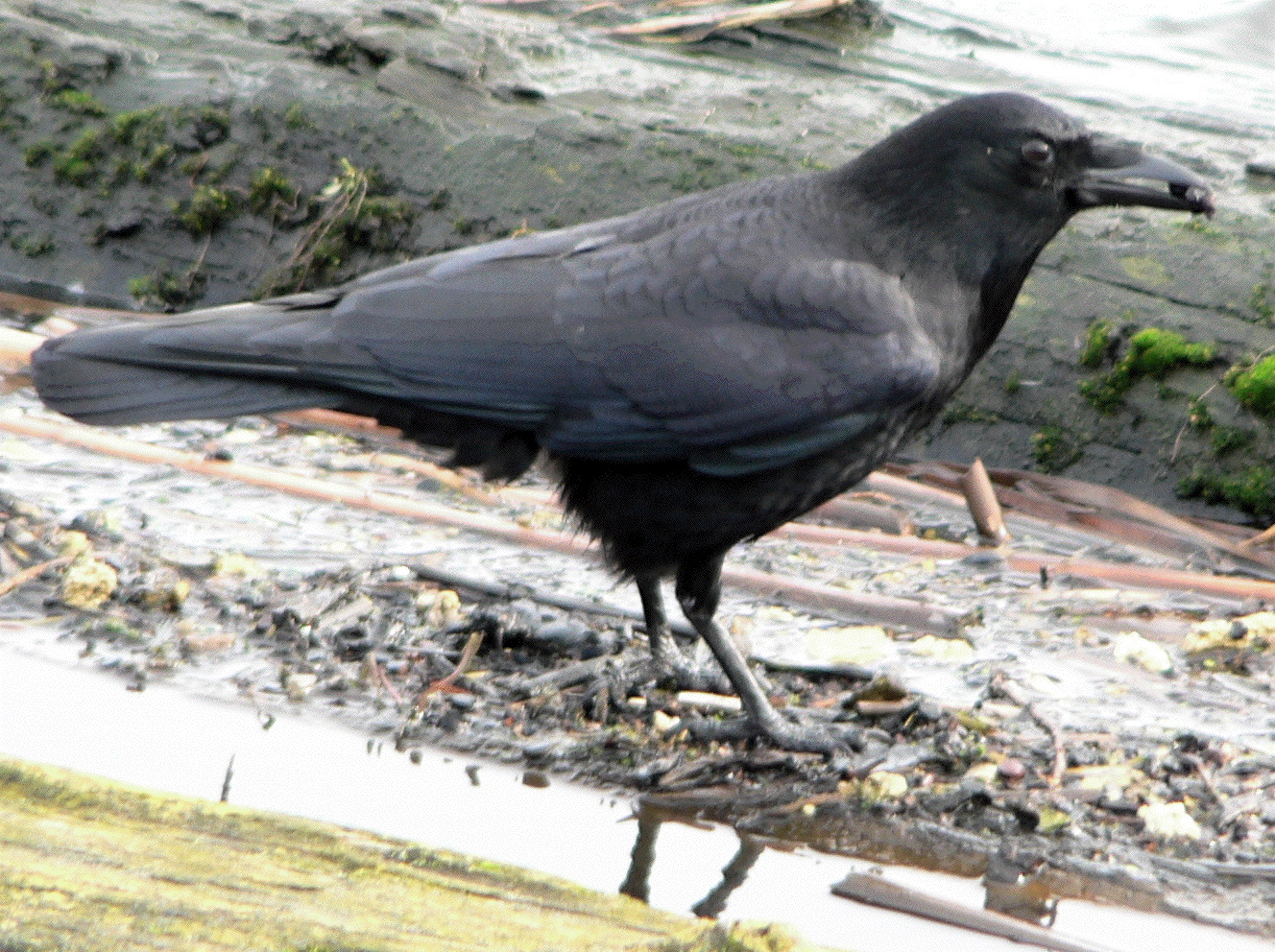
Esemplare si ciba nei pressi di Seattle.

La ricerca del cibo avviene principalmente al suolo: fra gli alimenti di origine animale che vengono assunti vi sono insetti ed altri invertebrati (soprattutto durante la stagione degli amori, quando il fabbisogno energetico risulta accresciuto dalle attività di nidificazione ed allevamento della prole), larve, carcasse (dalle quali vengono piluccate sia la carne che gli eventuali saprofagi presenti), nonché uova e nidiacei saccheggiati dai nidi e piccoli vertebrati predati attivamente(ranocchie, topolini, cuccioli di coniglio). Fra gli alimenti di origine vegetale (consumati in particolar modo durante la stagione fredda) si annovera una grande varietà di frutta a guscio (che viene aperta col becco oppure lasciandola cadere da una certa altezza) e non, bacche, granaglie, semi e verdura.

Una fonte molto rilevante di cibo per questi uccelli è costituita dalle discariche e dai cassonetti, dove essi trovano fra gli scarti dell'uomo grandi quantità di cibo: è invece raro osservarli nei pressi delle mangiatoie.
Similmente ad altri corvidi, anche la cornacchia americana accumula il cibo in eccesso in nascondigli nel suolo, che visita in un secondo momento ed ha cura di nascondere coprendoli con sassolini e detriti.

### Riproduzione

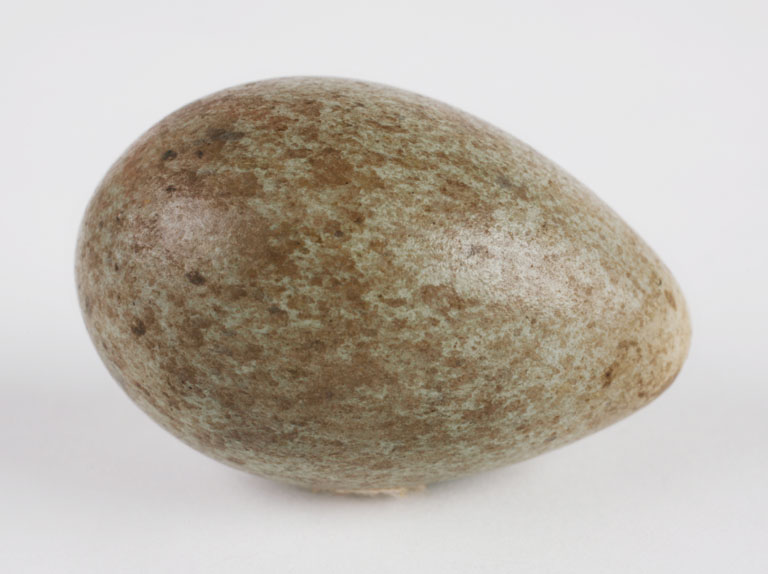
Uovo.

Si tratta di uccelli monogami, che cominciano a riprodursi in febbraio, con l'evento che prosegue fino alla fine di giugno.
La cornacchia americana è un nidificatore solitario, che costruisce i suoi nidi sugli alberi (privilegiando le querce), sui cespugli o, a volte, su strutture artificiali. Il nido è a forma di coppa, voluminoso e fatto di rametti intrecciati, con la parte interna foderata da materiale più soffice come radichette, erba o pelo animale: alla sua costruzione collaborano ambedue i partner.
All'interno del nido, la femmina depone quattro o cinque uova, che provvede a covare da sola per circa 18 giorni: nel frattempo, essa viene imbeccata dal maschio, che non si allontana mai eccessivamente dalla compagna intenta all'incubazione e si occupa inoltre (coadiuvato da altri membri del gruppo) di scacciare eventuali intrusi.

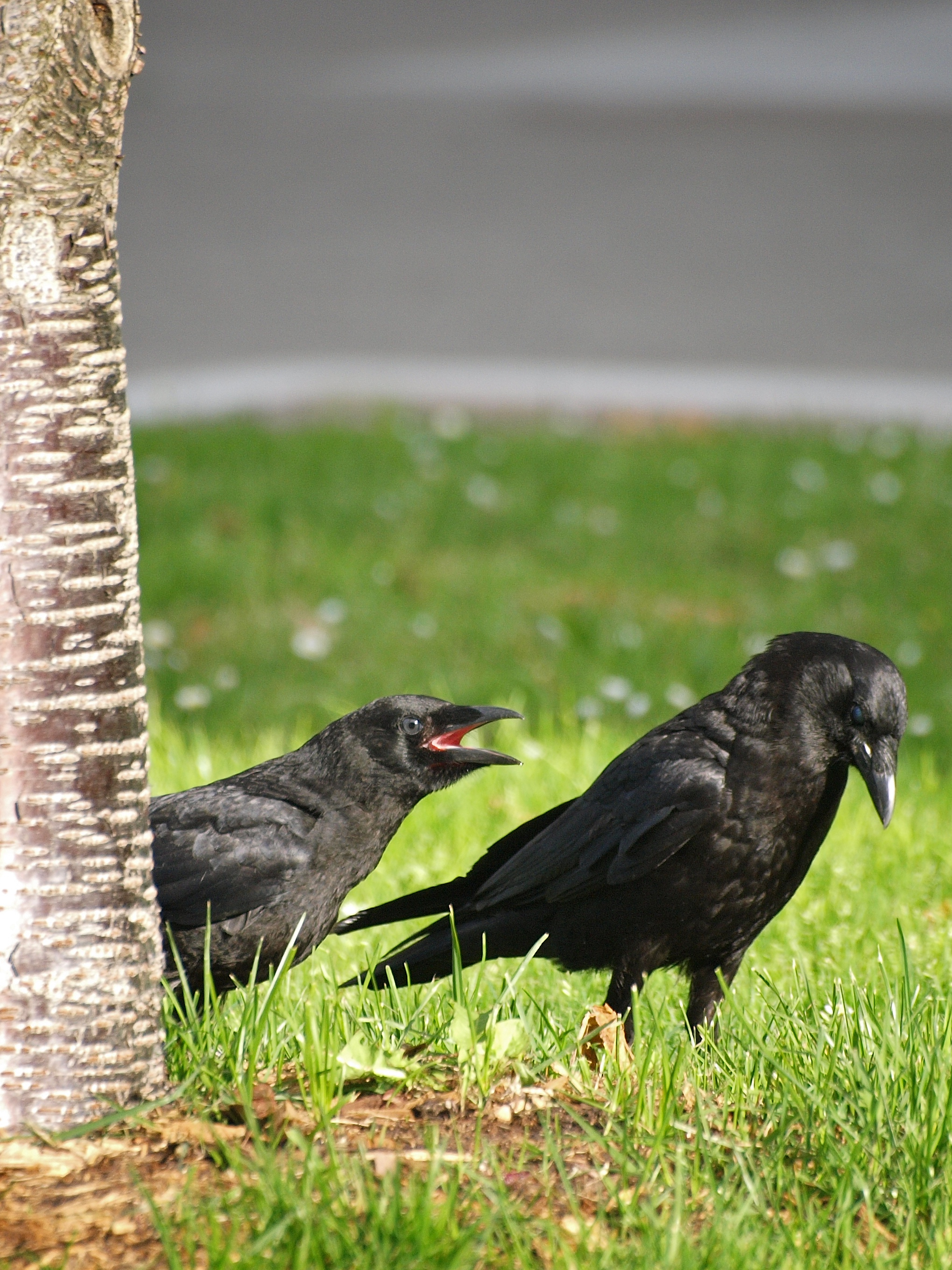
GIovane (a sin, ben riconoscibile dagli occhi azzurri) chiede l'imbeccata a un adulto in California.

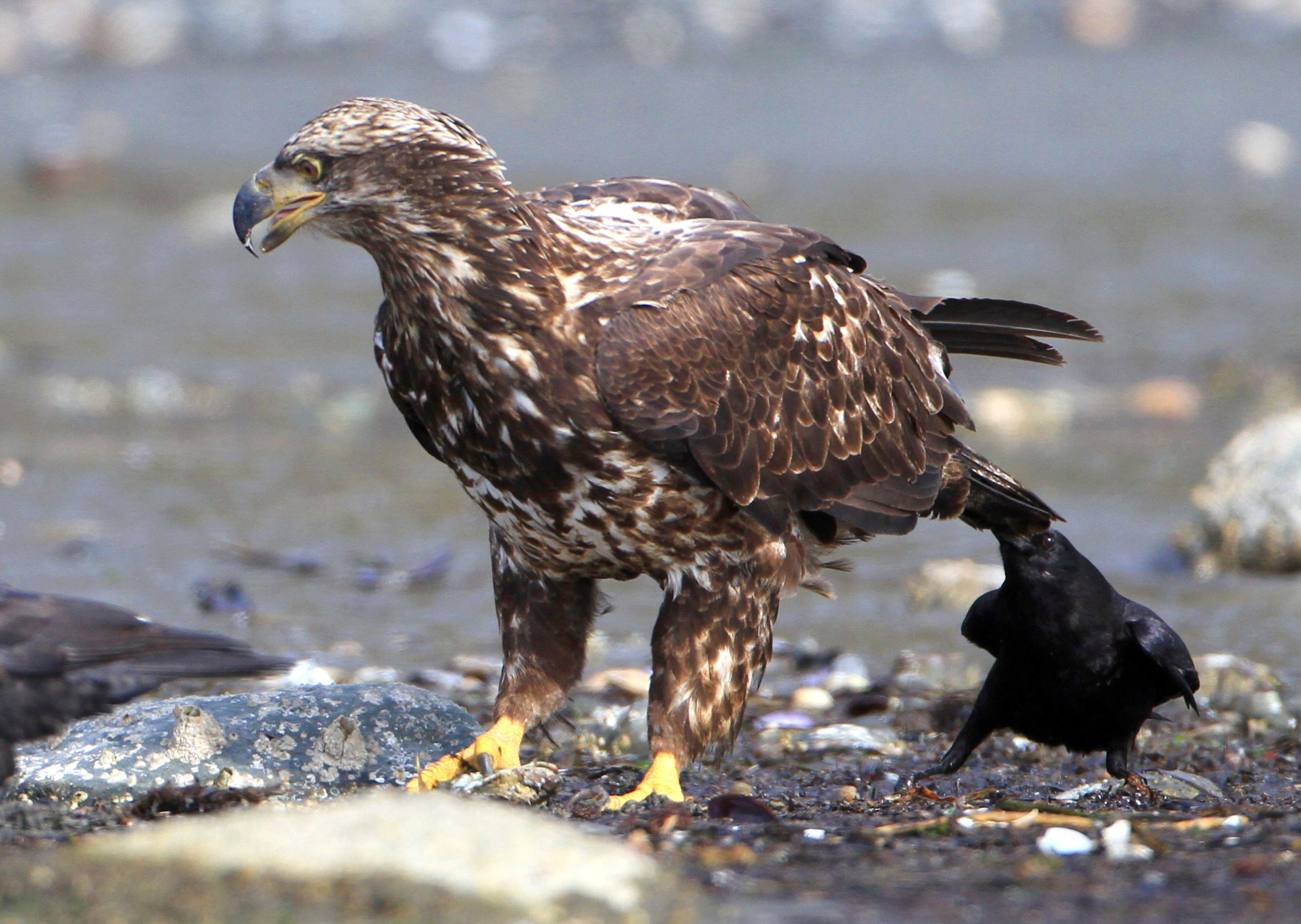
Esemplare scaccia un'aquila di mare testabianca.

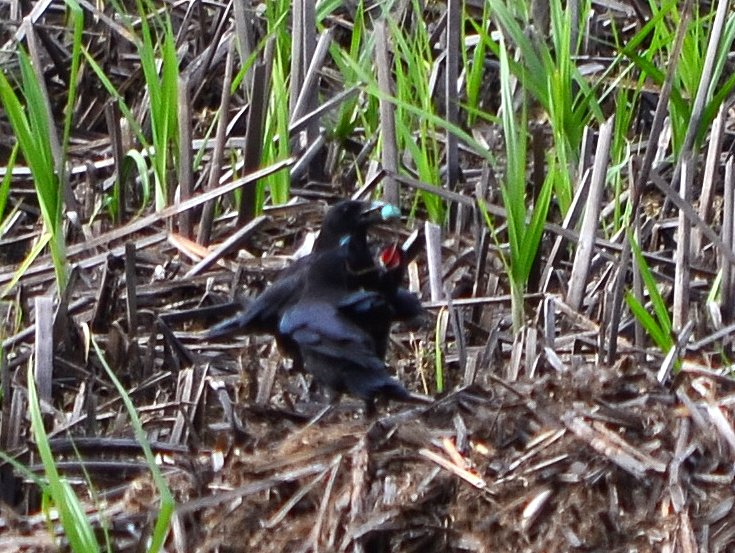
Due giovani si contendono il cibo portato al nido da un adulto.

I nidiacei, ciechi e quasi completamente implumi alla schiusa, vengono imbeccati ed accuditi da ambedue i genitori, ai quali anche in questo caso si aggregano altri esemplari: questi ultimi possono essere i giovani figli della coppia nati durante le stagioni riproduttive precedenti (bisogna tener conto che la maturità sessuale non viene raggiunta prima del compimento del secondo anno d'età, e raramente un esemplare, soprattutto se di sesso maschile, riesce a riprodursi prima della sua terza stagione riproduttiva) che esemplari dello stesso stormo che, per un motivo o per l'altro, non si sono riprodotti durante la corrensta stagione degli amori.

Non tutte le coppie accettano aiutanti al nido: un dato curioso è rappresentato dal fatto che la possibilità di successo di una covata non pare aumentare col loro aiuto.
I nidiacei cominciano a tentare l'involo attorno ai 28-35 giorni di vita: anche dopo aver lasciato il nido, tuttavia, i giovani (ben distinguibili dagli adulti per gli occhi di un caratteristico colore azzurro) rimangono a lungo coi genitori nell'ambito dello stormo di appartenenza, continuando a chiedere loro l'imbeccata, sebbene in maniera sempre più sporadica man mano che si avviano verso la maturità.
La speranza di vita di questi uccelli è di 7-8 anni, con esemplari che vivono anche il doppio: in cattività, essi sfiorano i 30 anni di vita.

## Distribuzione e habitat

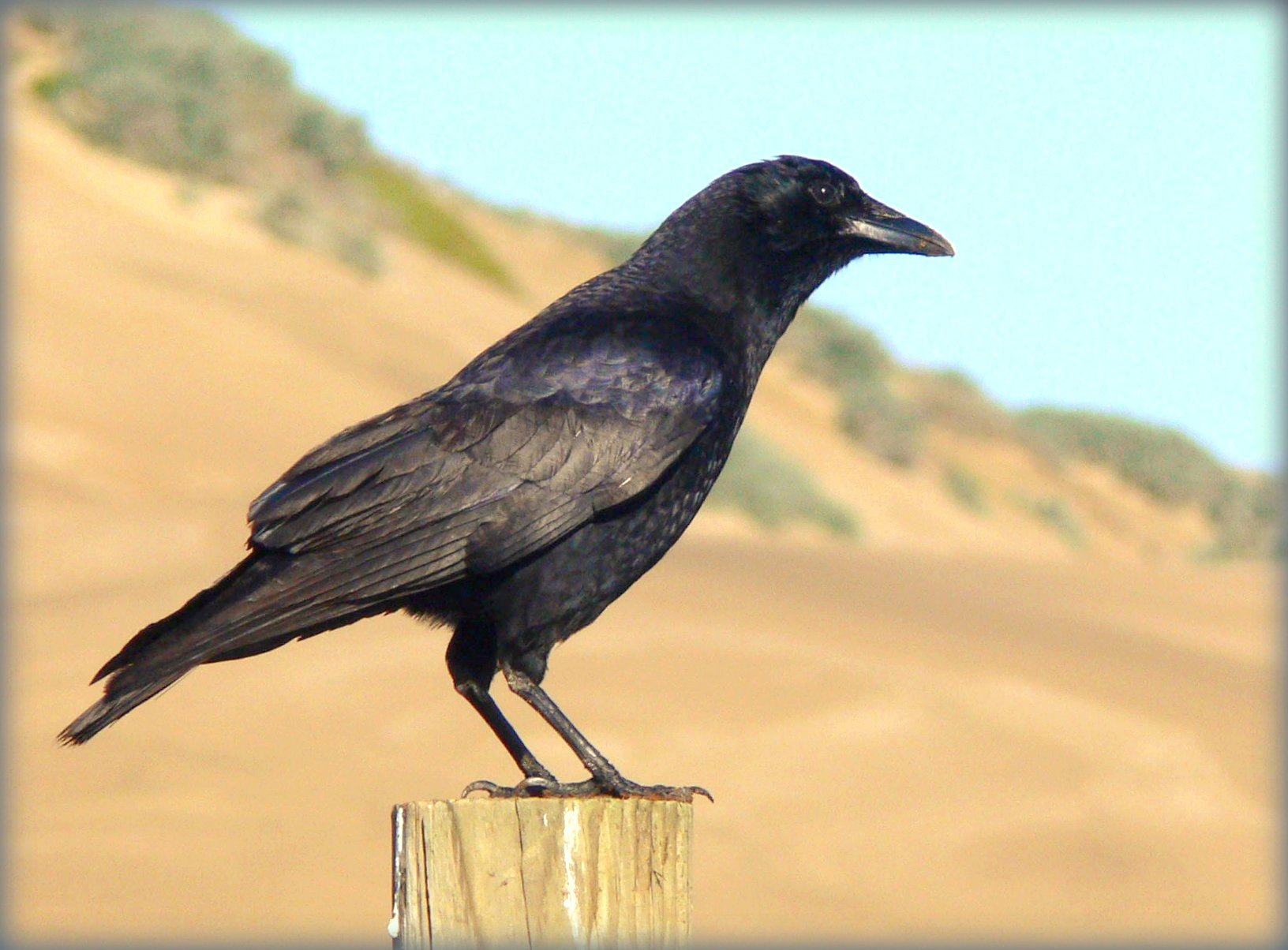
Esemplare a Los Osos.

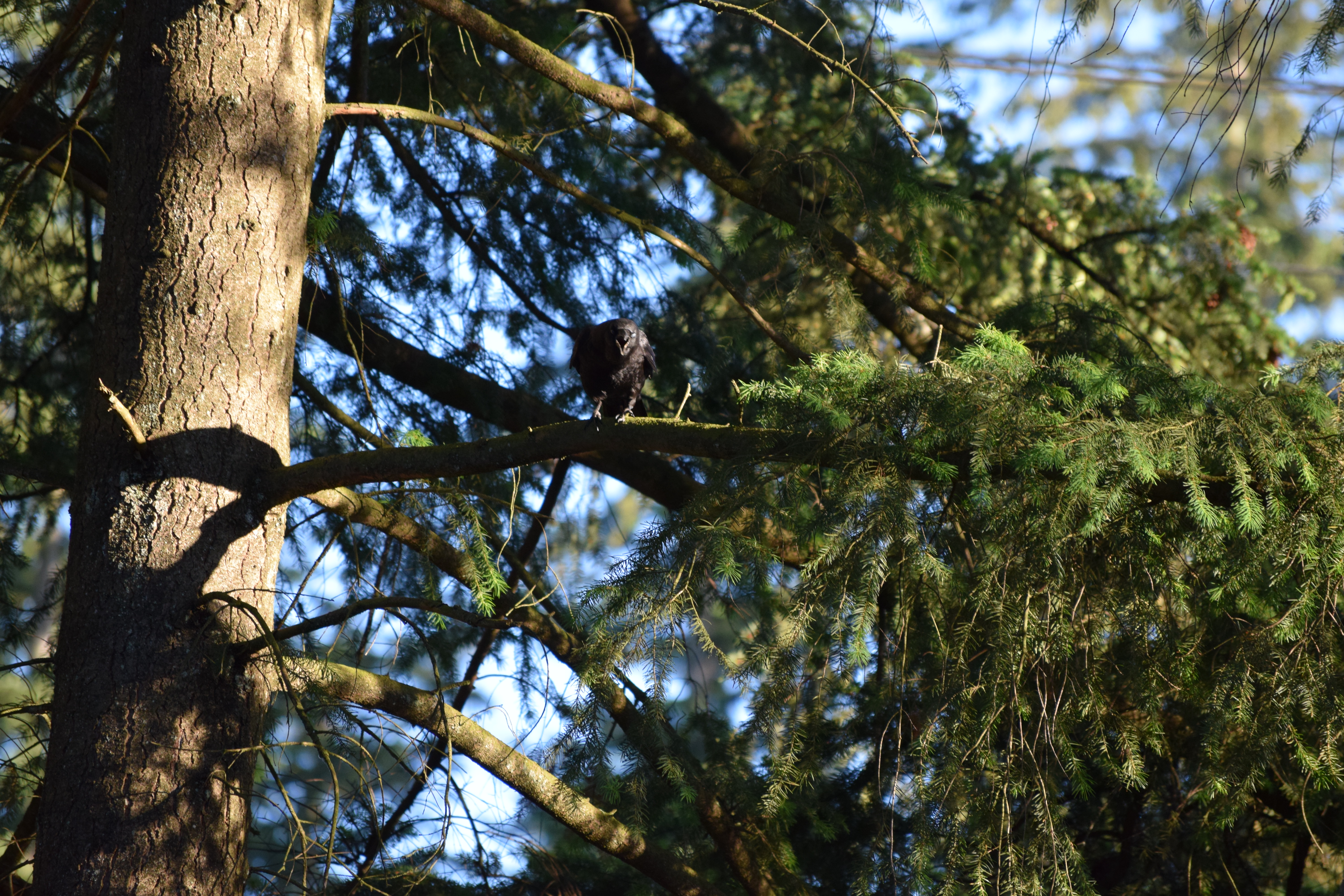
Esemplare su abete di Douglas nei pressi di Seattle.

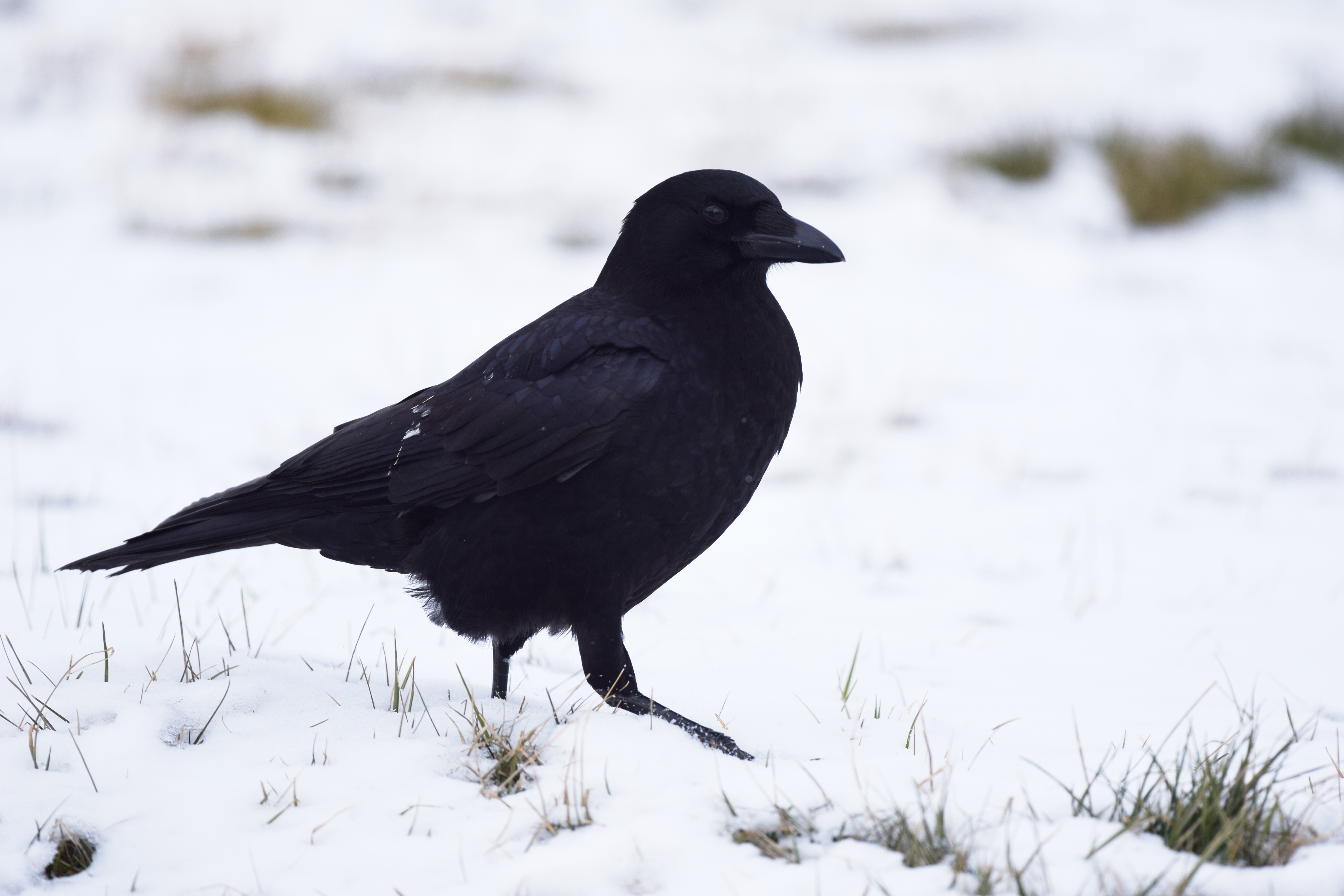
Esemplare nella neve a Saint Louis.

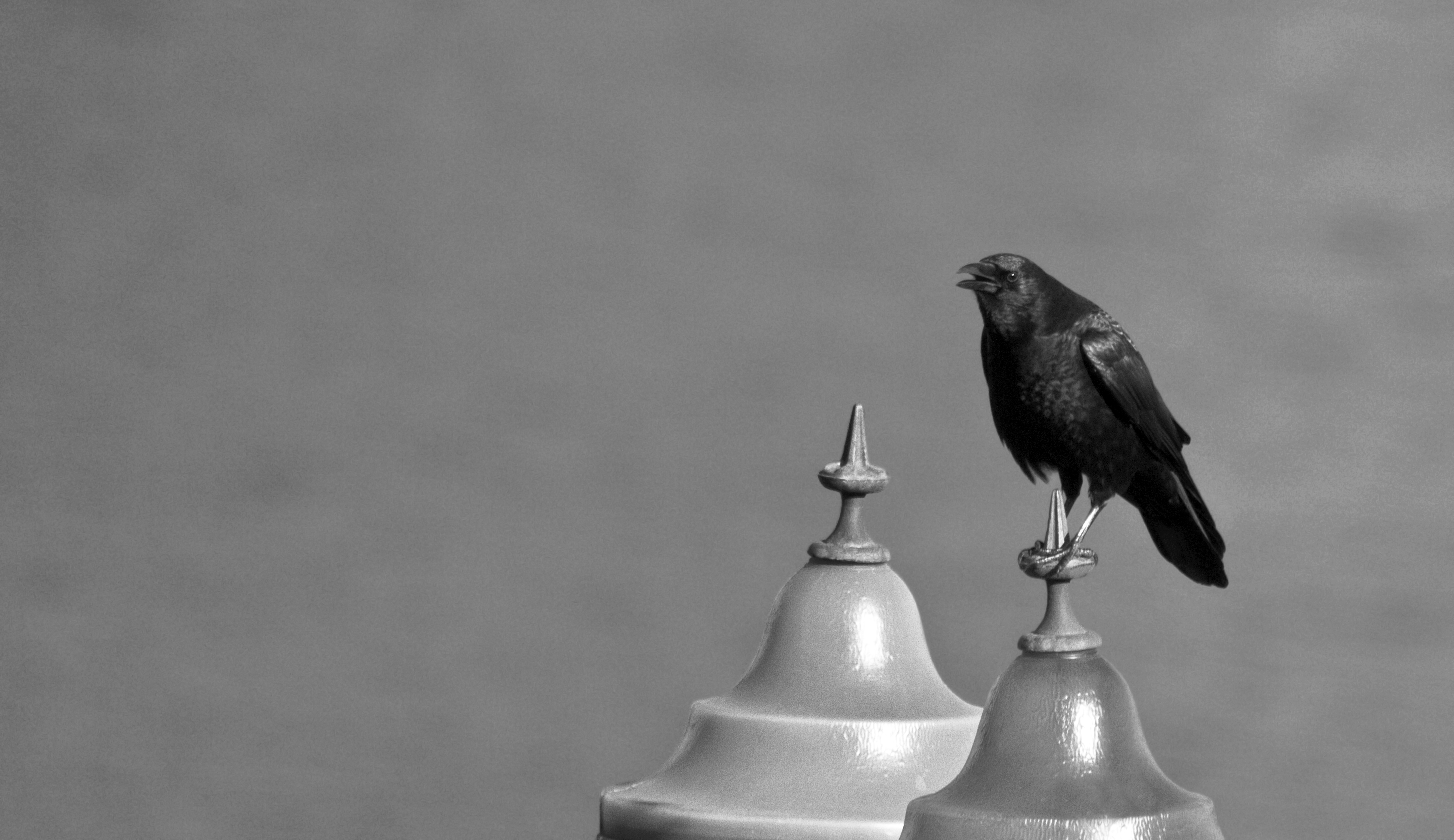
Esemplare a Portland.

Come intuibile dal nome comune, la cornacchia americana popola il Nord America, essendo diffusa in un ampio areale che abbraccia la maggior parte del continente, estendendosi nel nord dal sud-est dell'Alaska ai Grandi Laghi attraverso l'area del confine tra il Canada e gli Stati Uniti d'America, e ad est attraverso il New England fino alla Nuova Scozia e al Terranova (comprese Saint-Pierre e Miquelon), e a sud fino alla Florida, al Rio Grande ed alla Baja California nord-occidentale. La specie è inoltre presente alle Bermuda (dove è stata molto verosimilmente introdotta) fin dal 1876.
Generalmente stanziale nel suo areale di residenza, la cornacchia americana tende tuttavia ad effettuare spostamenti stagionali anche consistenti nelle aree più fredde o più secche dove questo uccello è diffuso: le popolazioni settentrionali, durante il periodo estivo, si spingono a nord fino al Grande Lago degli Schiavi, mentre quelle meridionali migrano a nord durante l'estate. Le popolazioni urbane, tuttavia, tendono ad essere residenti anche nell'ambito di questo areale.
L'habitat della specie comprende virtualmente tutti i tipi di terreni come quelli incolti, agricoli, parchi, boschi e urbani: questi uccelli mancano solo dalle aree di foresta pluviale temperata e di tundra (dove vengono rimpiazzati dal corvo imperiale), e nel corso degli ultimi due secoli hanno espanso ulteriormente il proprio areale in direttrice nord-ovest in virtù dell'aumento di alberi e dell'insediamento umano nelle Grandi Pianure.

La cornacchia americana mostra una spiccata antropofilia, con tutte le popolazioni che nel tempo si sono aggregate attorno alle aree antropizzate.

## Tassonomia

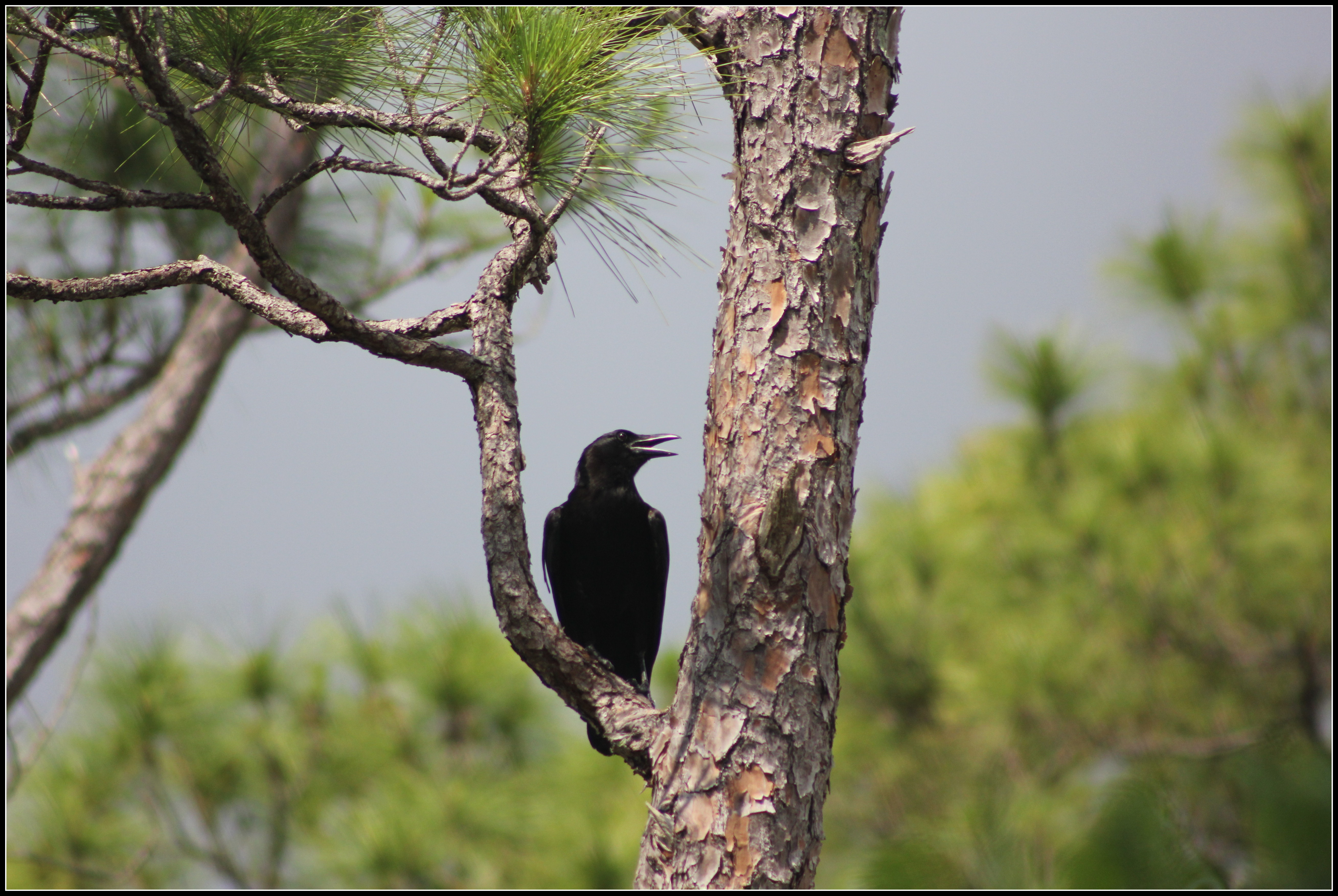
Esemplare della sottospecie pascuus nell'estremo sud della Florida.

Vengono riconosciute quattro sottospecie:
- C. b. hesperis Ridgway, 1887 - diffusa lungo la West Coast;
- C. b. hargravei Phillips, 1942 - diffusa nel Gran Bacino;
- C. b. brachyrhynchos Brehm, 1822 - la sottospecie nominale, diffusa nella stragrande maggioranza dell'areale occupato dalla specie;
- C. b. pascuus Coues, 1899 - endemica della Florida;

Alcuni autori riconoscerebbero inoltre una sottospecie paulus dell'Alabama (sinonimizzata con la nominale), mentre altri accorperebbero a quaet'ultima la sottospecie hargravei. In realtà lo status tassonomico delle popolazioni dall'Alberta al Nuovo Messico è incerto, in quanto non presentano differenze tanto significative da poterne decretare l'appartenenza alla sottospecie nominale, ad hesperis o ad hargravei.
La specie rappresenta un sister taxon della cornacchia del Nordovest, con la quale forma un clade affine a C. corone e C. pectoralis: secondo alcuni autori, i due uccelli andrebbero addirittura trattati da conspecifici.